# Treixadura (banda)
Treixadura es un grupo español de música gallega creado en Redondela en 1990.

## Trayectoria

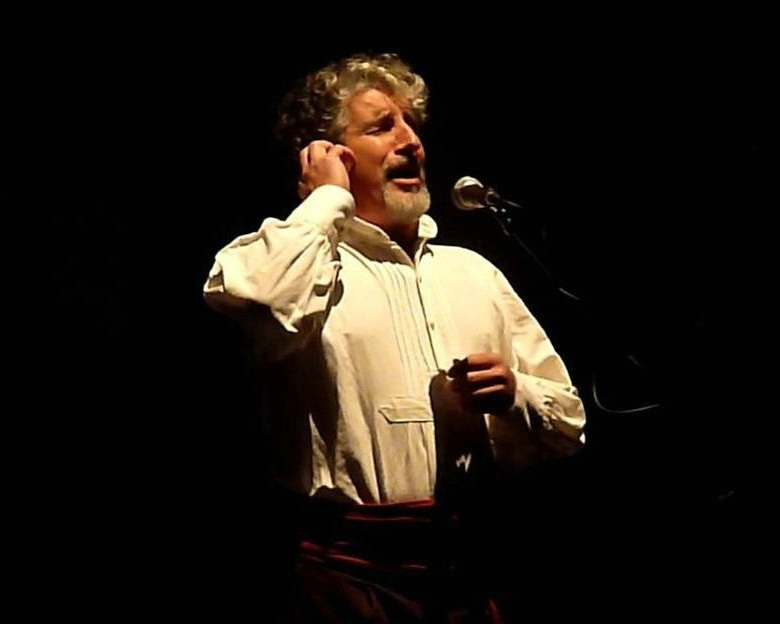
Delio Domínguez, exmiembro del Orfeón Treixadura.

La trayectoria del grupo comenzó en julio de 1990 con los gaiteros Antón y Xan López, Xaquín Xesteira y Xabier Martínez como miembros originales. Al año siguiente se les suma Ramón Vázquez, O Chilro, y comienzan a desarrollar un estilo propio que tiene como eje fundamental los ritmos, las cantigas y los instrumentos tradicionales gallegos.
El 30 de junio de 1992 dan su primer concierto en Redondela y empiezan a realizar actuaciones por toda la geografía gallega y el resto del estado. En 1995, Paulo Nogueira sustituyó a Xabier Martínez y un año más tarde se publicó su primer álbum llamado Obrigado. En 1998 se incorporó al grupo el acordeonista César Longa en sustitución de Ramón Vázquez. En 1999 el grupo presentó su segundo disco, Unha noite no muíño y realizó una colaboración con Rodrigo Romaní en Albeida, primer disco del exmiembro de Milladoiro, al que también acompañaron en su gira de presentación.
Su tercer trabajo discográfico Unha noite non é nada, fue presentado en 2003 y con él surgió también el Orfeón Treixadura. Entre los años 2004 y 2005 Treixadura formó parte del espectáculo Son de Aquí, junto con otras agrupaciones Leilía, Tanxarina y Quico Cadaval. A su vez, también participaron con Donicelas en su trabajo Que nunca foi abalada. En el 2006 sale a la luz su álbum Unha semaniña enteira, que cuenta con la participación del Orfeón Treixadura.
En el 2008, Xan López abandonó el grupo y fue sustituido por Magoia Bodega, quedando así constituido por los cinco miembros que lo integran en la actualidad. Es mismo año, el grupo participa en la Fiesta Marítima Internacional de Brest, considerado el mayor evento de cultura marítima del mundo.
En el 2010 participan en un trabajo colectivo de música gallega titulado Cantigas do camiño, y en el 2011 el Orfeón queda definitivamente encuadrado dentro de la agrupación. En ese año publican su último disco titulado Esa sí que é muiñada.
En 2015, Treixadura celebró su 25 aniversario con la publicación del disco Vendimia Tarda, que fue grabado en directo en el Teatro García Barbón de Vigo junto con el coro Cantigas e Agarimos de Santiago de Compostela.
En el año 2017 participó en la 33.ª edición del Festival de Ortigueira.
En 2018 publicó el disco Inda Canto! que presentó en una gira alrededor de más de 30 ciudades, vilas y aldeas de todo el país, con una enorme acogida tanto por parte del grupo, como de la crítica.

## Miembros

### Miembros actuales
- Antón López Toniño, tambor (miembro fundador).
- César Longa, acordeón.
- Paulo Nogueira, gaita.
- Magoia Bodega, gaita y bombo.
- Xaquín Xesteira, gaita (miembro fundador)
  - Orfeón Treixadura (10 voces masculinas): Alberte Raposo (tenor), Toño D. Fontenla (tenor), Anxo Xesteira (tenor), Xurxo Raposo (barítono), Pablo Rei (barítono), Quico Obelleiro (barítono), Pablo Chouza (barítono),Álvaro Lamas (bajo), Roi Xesteira (bajo), Gustavo Cuntín (bajo).

### Antiguos miembros
- Xan López (miembro fundador)
- Xabier Martínez (miembro fundador)
- Ramón Vázquez O Chilro
- Delio Domínguez
- Mingos Lorenzo
- Morgan
- Tino Baz
- Ricardo Santos
- Anton Guisande
- Antón Cabaleiro

## Discografía

### Álbumes
- Obrigado (1996)
- Unha noite no muíño (1999)
- Unha noite non é nada (2003)
- Unha semaniña enteira (2006)
- Esa si que é muiñada (2011)
- Vendimia Tarda (2015)
- Inda canto! (2018)
- Camiño Longo (2022)